# Itagi
Itagi é um município brasileiro do estado da Bahia. O nome vem do tupi rio de pedras, em referência ao Rio das Pedras, que banha a região. 